# شهرستان ایگرینسکی
شهرستان ایگرینسکی (به لاتین: Igrinsky District) یک شهرستان در روسیه است که در اودمورتیا واقع شده‌است.